# Eriopygodes impar
Eriopygodes impar är en fjärilsart som beskrevs av Otto Staudinger 1870. Eriopygodes impar ingår i släktet Eriopygodes och familjen nattflyn. Inga underarter finns listade i Catalogue of Life.